# GSM 700
GSM 700 – standard GSM, w którym transmisja mowy i danych może odbywać się w paśmie częstotliwości 747 – 792 MHz. Do chwili obecnej nie zbudowano żadnej sieci pracującej w tym standardzie.

## Zdefiniowane częstotliwości
Specyfikacja 3GPP definiuje
74 częstotliwości (rozłożone co 200 KHz), które mogą być użyte w tym standardzie (tzw. GSM 750 Band):
- 747 MHz do 762 MHz jako uplink, czyli częstotliwości na których telefony komórkowe nadają sygnał odbierany przez stacje bazowe.
- 777 MHz to 792 MHz jako downlink, czyli częstotliwości na których stacje bazowe nadają sygnał odbierany przez telefony komórkowe.